# College Art Association of America
La College Art Association of America (normalment referida amb les sigles CAA) és la principal associació professional dels artistes, historiadors de l'art i els crítics d'art dels Estats Units. Es va fundar el 1911 per tal d'ajudar a  "cultivate the ongoing understanding of art as a fundamental form of human expression." (cultivar la comprensió actual de l'art com una forma fonamental de l'expressió humana) El CAA tenia uns 13.000 a la primera dècada del segle xxi, sobretot inverstigadors, professors i estudiants graduats que es dediquen a estudiar, ensenyar o practicar en els camps de les arts visuals, la cultura visual i l'estètica. Tot i que l'organització fou fundada als Estats Units i té la seu a Nova York té membres d'arreu del món. En el pla estratègic quinquennal 2010-2015 s'enfoca en els pintors i dissenyadors.

## Activitats de la CAA
La CAA edita moltes revistes acadèmiques com The Art Bulletin, una de les revistes en anglès més importants sobre els historiadors de l'art i Art Journal, un butlletí sobre l'art i la cultura visual dels segles XX i XXI. L'associació també publica caa.reviews, una publicació online en el que es revisen els nous llibres i exposicions relacionats amb l'art, la història de l'art i l'arquitectura.

## La Conferència Anual delCAA
La College Art Association organitza una conferència internacional anual el mes de febrer. Els anys 2011 i 2012 es van organitzar dos esdeveniments especials a Nova York i Los Angeles per a celebrar el centenari de l'Associació. Entre dos i quatre mil membres d'aquesta associació acudeixen a la Convenció, cosa que la converteix en l'esdeveniment més important de l'any referit als investigadors sobre l'art dels Estats Units. En aquesta Conferència hi participen molts dels departaments d'art i d'història de l'art de les Universitats i Colleges.
La CAA reconeix una setantena de societats afiliades. Algunes d'aquestes es van originar i operen fora de l'esfera de la mateixa CAA i de la seva conferència anual, com la International Association of Art Critics i el National Council on Education for the Ceramic Arts. Altres associacions que s'han originat en la CAA normalment operen o són paral·leles a la conferència anual de la CAA, com el Visual Culture Caucus i el New Media Caucus.

## Catalans a la College Art Association
- Joaquim Folch i Torres
- Francesc Domingo i Segura